# Модель Бернадського
Модель Бернадського (рос. модель Бернадского; англ. Bernadsky’s model; нім. Bernadskij-Modell n) — розрахункова модель, що використовується при розв'язуванні планових задач про рух рідини в руслах різної геометричної форми і являє собою умовний (фіктивний) потік рідини, живі перерізи якого є циліндричними поверхнями з вертикальними твірними.
Для такої моделі:
- а) циліндричні поверхні, проведені ортогонально до живих перерізів, є поверхнями течії;

- б) живі перерізи й згадані поверхні течії проектуються на горизонтальну площину у вигляді двох систем ліній (будь-якої кривини); сукупність цих двох ліній утворює в плані ортогональну сітку;

- в) вертикальні складові швидкостей (усереднених у випадку турбулентного руху) дорівнюють нулю, як наслідок цього положення — тиск по вертикалях, проведених у середині потоку, розподіляється за гідростатичним законом;

- г) вектори горизонтальних швидкостей (усереднених у випадку турбулентного руху), які належать до різних точок будь-якої вертикалі, проведеної в середині потоку, лежать в одній вертикальній площині.